# Callionima parce
Callionima parce (tên tiếng Anh: Parce Sphinx Moth) là một loài bướm đêm thuộc họ Sphingidae, được tìm thấy ở Argentina, Venezuela, Suriname, Guyane thuộc Pháp, Bolivia, Brasil, Peru to Belize, Guatemala, Nicaragua, Costa Rica, Panama và México tới miền nam Florida, miền nam Texas, miền nam Arizona và miền nam California. It was originally described by Fabricius năm 1775.
Sải cánh dài 67–80 mm. 

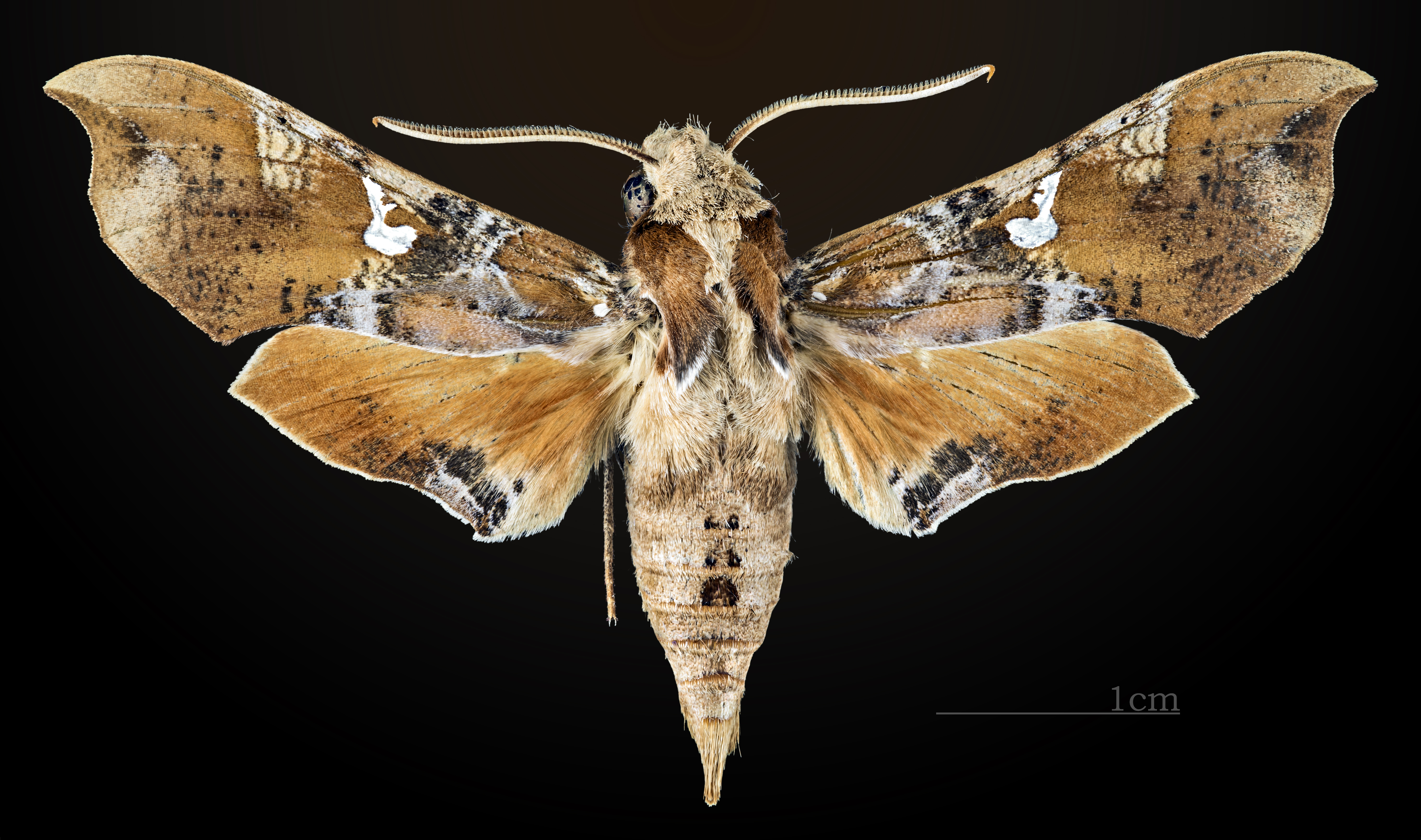
Callionima parce ♂
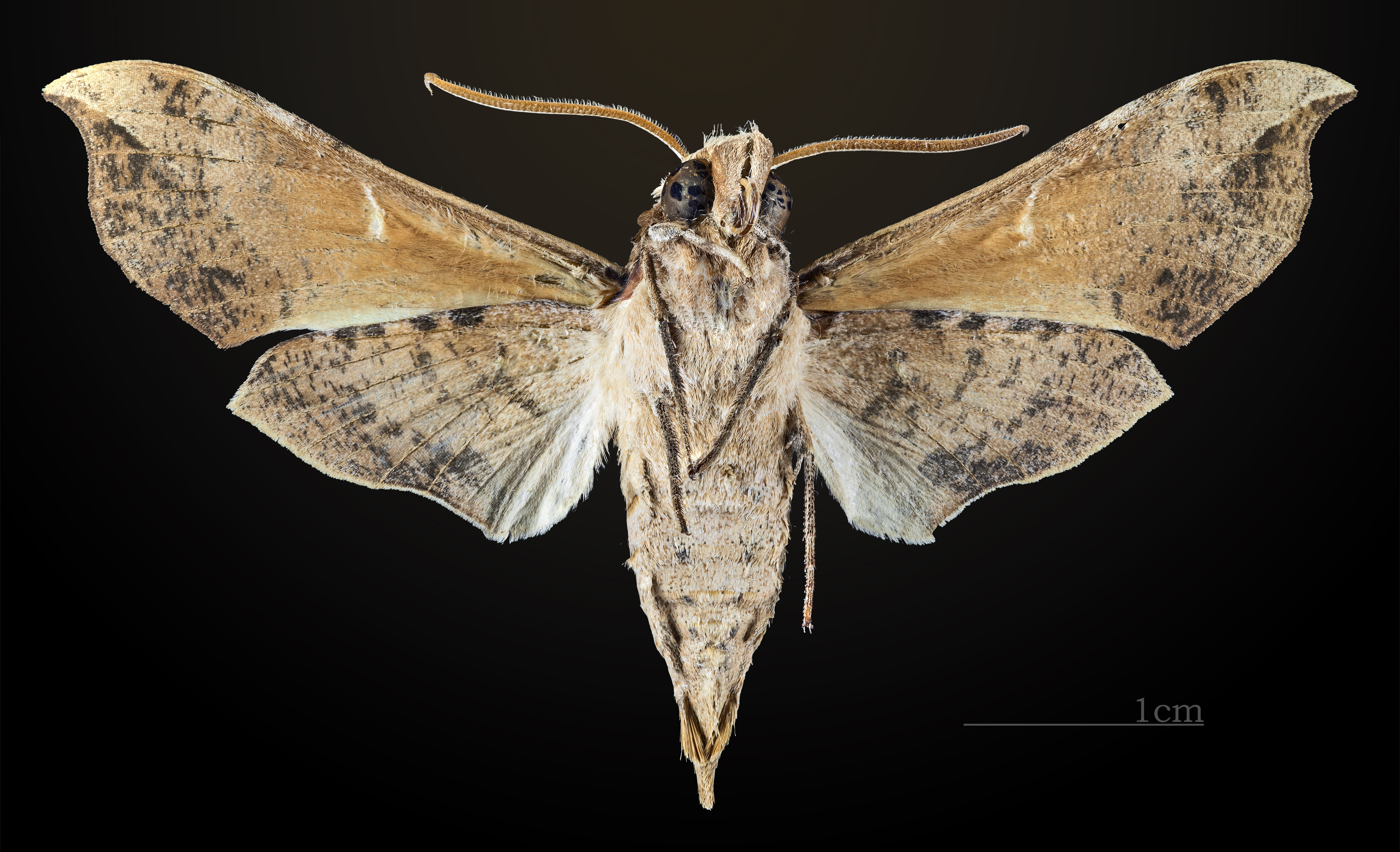
Callionima parce ♂ △
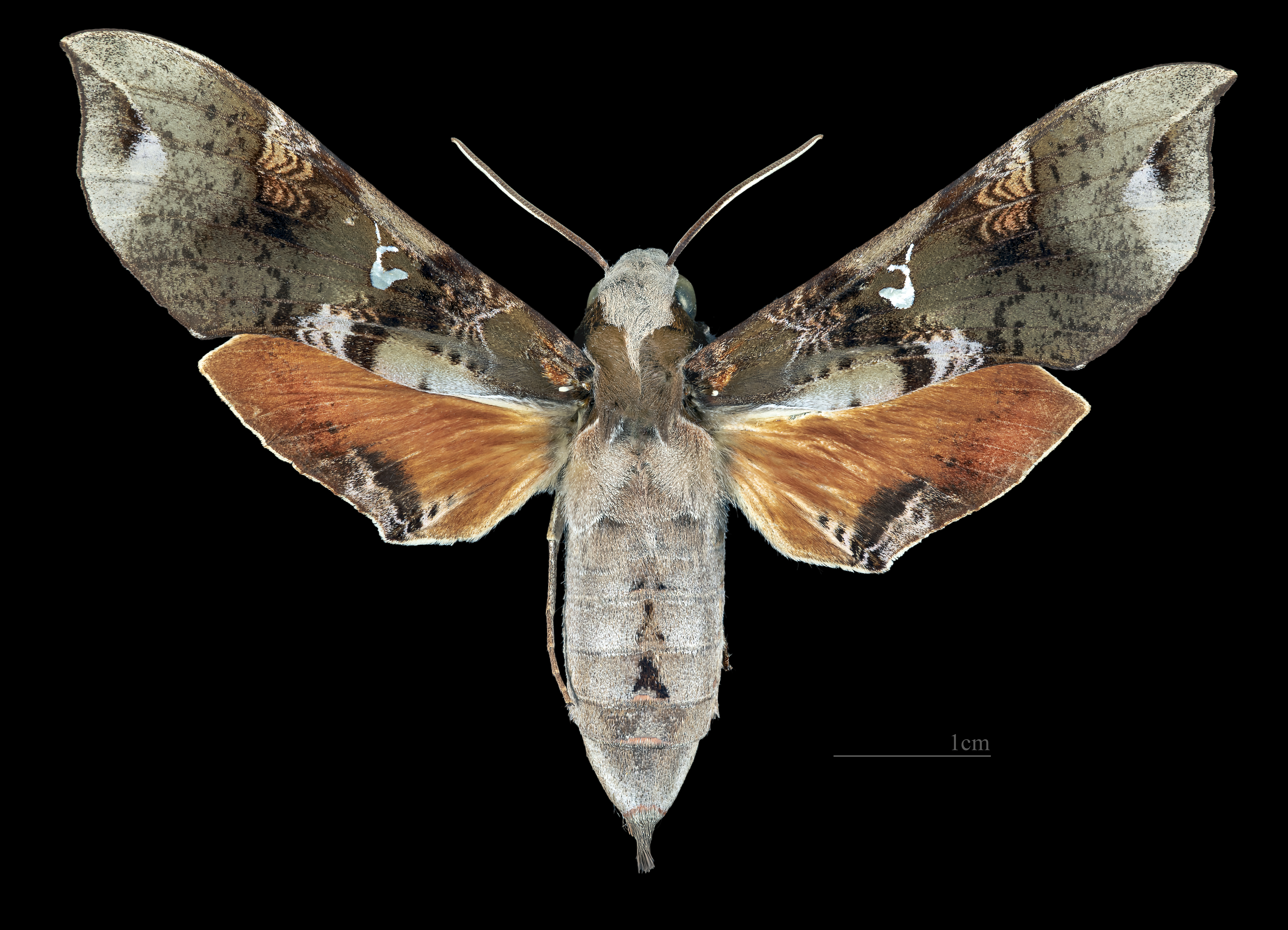
Callionima parce ♀
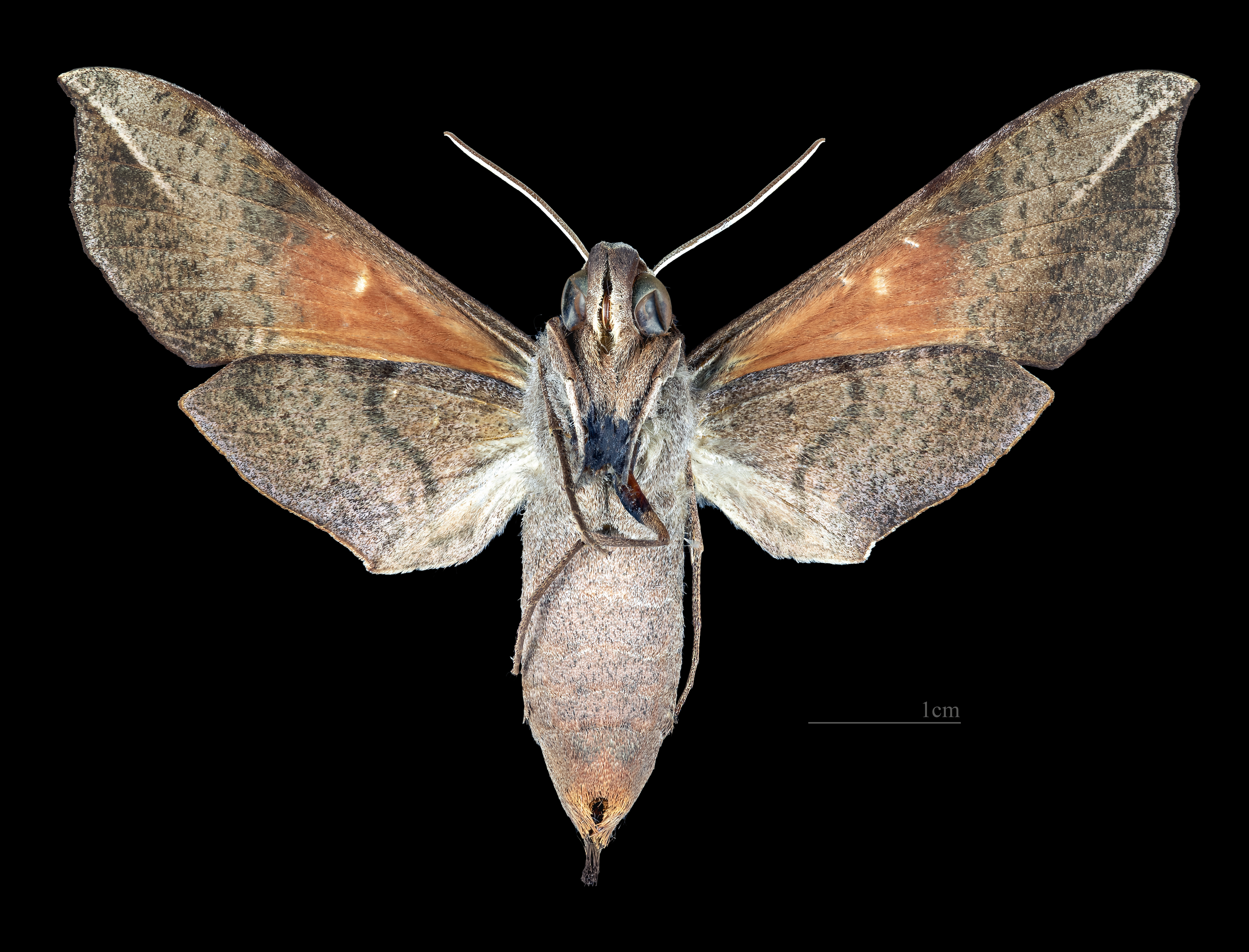
Callionima parce ♀ △

Con trưởng thành bay quanh năm in Costa Rica. In the United States Cá thể trưởng thành mọc cánh từ tháng 4 đến tháng 9 in Florida, Texas, Arizona và miền nam California.
Ấu trùng ăn Stemmadenia obovata và probably other Apocynaceae.